# Kurd Lasswitz
Kurd Lasswitz (en alemán: Kurd Laßwitz; Breslau, 20 de abril de 1848-Gotha, 17 de octubre de 1910), nacido Carl Theodor Victor Kurd Lasswitz, fue un escritor, científico y filósofo alemán conocido por ser el padre de la ciencia ficción alemana. Algunas de sus obras, entre las que se incluyen tratados de gnoseología, estudios sobre Immanuel Kant, ensayos sobre la naturaleza y la cultura con influencias expresionistas, fueron firmadas con el seudónimo de Velatus

## Vida
Lasswitz estudió matemática y física en la Universidad de Breslau y en la Universidad de Berlín y se doctoró en dichas materias en el año 1873. Pasó gran parte de su vida ejerciendo como profesor en el Gymnasium Ernestinum de la ciudad de Gotha.

## Principales obras y legado
Su primera obra de ciencia ficción en ser publicada fue "Bis zum Nullpunkt des Seins" (título en inglés "To the Zero Point of Existence", 1871), que resulta ser la descripción de la vida en el año 2731. Su gran éxito lo consiguió con la obra Auf zwei Planeten (Sobre dos planetas), donde describe el encuentro de los terrícolas con los habitantes de Marte, una civilización extremadamente antigua y técnicamente superior a la humana. En su libro, Lasswitz describió de manera técnica y precisa aspectos complejos sobre física y astronomía que no habían sido comprendidos enteramente por escritores de ciencia ficción anteriores. 
Su relato Die Universalbibliothek (La biblioteca Universal), escrito en 1901, sirvió de inspiración a Jorge Luis Borges para su cuento La Biblioteca de Babel (1941)
Su obra fue una gran influencia para Walter Hohmann y Wernher von Braun, y su obra Sobre dos planetas no fue traducida al inglés (en una traducción incompleta) hasta 1971.
Su última obra fue Sternentau: die Pflanze vom Neptunsmond ("Star Dew: the Plant of Neptune's Moon"), publicada en 1909).

## Honores
Un cráter de Marte fue bautizado con su nombre, así como el asteroide (46514) Lasswitz.
Así mismo, en el año 1981 se instauró el premio literario Kurd Lasswitz otorgado a las mejores obras de ciencia ficción escritas en alemán.
- Datos: Q61453
- Multimedia: Kurd Laßwitz / Q61453